# Sinus (botanique)

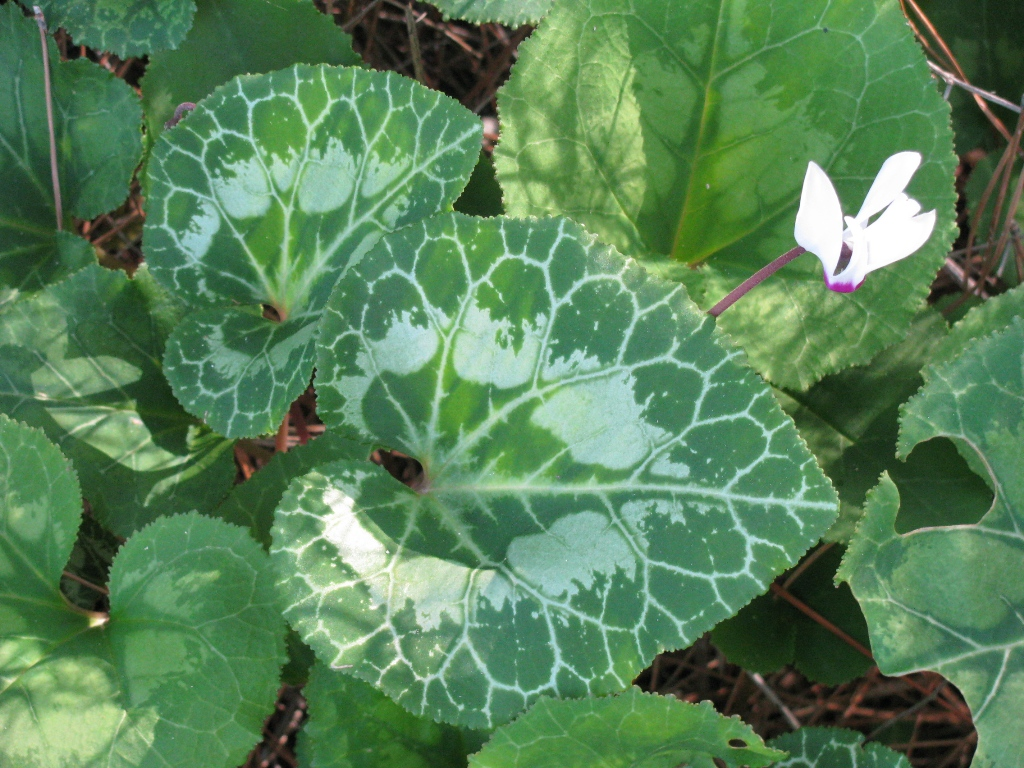
La zone située entre les deux lobes de cette feuille de cyclamen persicum est un sinus.

En botanique, un sinus est un espace ou une indentation entre deux lobes ou dents, généralement sur une feuille. Le terme est également utilisé en mycologie. Par exemple, l'une des caractéristiques déterminantes des espèces Nord-Américaines du clade de morilles de Morchella elata est la présence d'un sinus où le capuchon est fixé au pied.